# Gyula Lóránt
Gyula Lóránt (n. 6 februarie 1923, Kőszeg, Vas, Ungaria – d. 31 mai 1981, Salonic, Grecia), cunoscut și cu numele Gyula Lipovics sau Lóránt Gyula, a fost un fotbalist și antrenor maghiar. A jucat în Divizia A la UTA Arad, fiind campion al României în ediția 1946/47.
A făcut parte din echipa de aur a Ungariei, care îi include pe Ferenc Puskás, Zoltán Czibor, Sándor Kocsis, József Bozsik și Nándor Hidegkuti.
După ce s-a retras din activitatea de fotbalist a devenit antrenor. Cele mai importante echipe antrenate sunt Honvéd, FC Bayern München and PAOK Thessaloniki FC. La 31 mai 1981, în timp ce activa ca antrenor la PAOK FC, a suferit un infarct miocardic și a decedat în timpul meciului PAOK FC - Olympiakos Pireu.